# Alfarin
Alfarin (Alfarin Gandolfsson, c.750-791), o Álf fue un caudillo vikingo, rey de Alvheim (hoy Bohuslän, Suecia). Hijo del rey Gandalf Alfgeirsson. Su hija Álfhild casó con el rey noruego, Gudrød el Cazador del reino de Romerike y Vestfold, un matrimonio que amplió su influencia a la mitad del reino de Vingulmark, territorio que Gudrød recibió como dote. Por lo tanto Álf es abuelo del rey Olaf Geirstad-Alf y este era hermanastro de Halfdan el Negro.
El rey Álf aparece en varias sagas nórdicas como saga Ynglinga, Hálfdanar saga svarta y saga de Haralds saga ins hárfagra, las tres obras son parte del compendio del siglo XIII Heimskringla del escaldo islandés Snorri Sturluson.